# Equilibrium (film)
Equilibrium je akční sci-fi film z roku 2002 režírovaný Kurtem Wimmerem, představující orwellovskou vizi budoucnosti.

## Děj
Děj filmu se odehrává v nedaleké budoucnosti po třetí světové válce a lidstvo přichází k poznání, že nelze dopustit válku další, proto je nutné zbavit se příčiny všech konfliktů – emocí. Ve společnosti města-státu Libria je udržován řád pomocí emoce tlumící drogy zvané Prozium, kterou lidé denně užívají. Lék eliminuje negativní emoce a ostatní naprosto potlačuje; to má napomoci k absolutnímu sjednocení společnosti. Stát řídí Otec (obdoba Orwellova Velkého bratra) nebo jeho zástupce – Konsul. Obyvatele hlídá speciální instituce – Tetragrammaton, podřízená Otci i Konsulovi, její členové se nazývají Klerikové. Ti ničí veškeré projevy svobodné vůle, stejně jako všechna umělecká díla předešlé kultury – filmy, knihy, obrazy, hudební nahrávky atd.; jejich majitelé jsou popravováni. Odpůrci tohoto režimu se ukrývají v Nether – ruinách dávné metropole za hranicemi Librie.
Jednoho dne vzorný a dokonalý klerik John Preston (Christian Bale) pod vlivem smrti jiného klerika omylem rozbije svou ampulku s Proziem a nevezme si ji. Pozná tak svět lidských citů a zamiluje se do Mary (Emily Watson), za projevy citu odsouzené na smrt. Využije informace od Konsula a začne působit v Hnutí odporu, jehož cílem je zničení režimu, a zabije Otce (Otec ve filmu zemřel již před nějakou dobou a Konsul byl dosazen na jeho místo) , aby vrátil starý řád.

## Zajímavosti
- Podle časopisu CKM ze září roku 2007 filmový hrdina John Preston zabil ve filmu 108 lidí, což znamená první místo mezi nejsmrtonosnějšími filmovými postavami.
- Rudou vlajku Librie zdobí kříž v bílém kruhu – asociuje to svastiku Třetí říše, zřejmě jako výraz podobného totalitárního charakteru její vlády.
- Na motivy filmu vznikly dvě modifikace počítačové hry Max Payne 2 (Hall of Mirrors a EQ Gunkatas v3.0).
- Ve filmu je citována pasáž básně Williama Butlera Yeatse „He wishes for the Cloths of Heaven“.
- Název Tetragrammaton znamená v řečtině čtyři znaky a je to výraz pro nevyslovitelné jméno boha Jahve (JHVH).
- V 61. minutě filmu je vidět, jak mrtvému klerikovi Errolu Partridgeovi (Sean Bean) ležícímu v márnici výrazně pulsuje krční tepna.